# 副球黴菌病

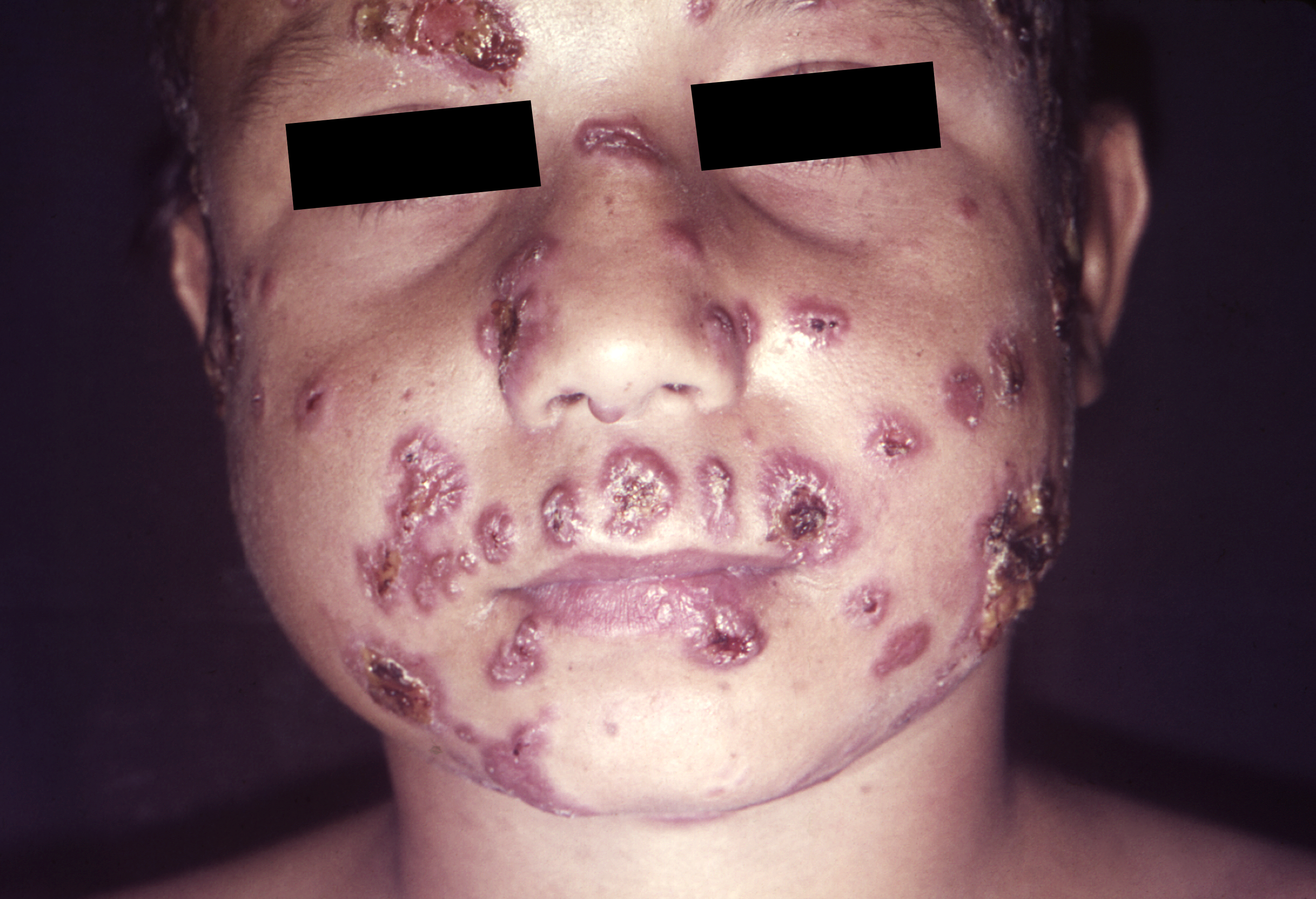
副球孢子菌感染造成的皮膚潰瘍

副球黴菌病（Paracoccidioidomycosis）又稱副球孢子菌病、南美芽生菌病與巴西芽生菌病，是副球孢子菌屬真菌（巴西副球孢子菌與Paracoccidioides lutzii，皆為雙態性真菌）感染所致的疾病，由吸入孢子造成感染。此病症狀多樣，包括皮膚粘膜型（口腔潰瘍）、淋巴型與多重器官型，許多感染者無症狀，有症狀者包括口腔與皮膚潰瘍、發燒、體重下降、淋巴結腫大、肝脾腫大與敗血症等，症狀可能與結核病、淋巴瘤與白血病類似。
副球黴菌病的診斷可藉由病人血液與痰等樣本經組織學染色判斷。此病一般使用伊曲康唑治療，重症者可先施以兩性黴素B再使用伊曲康唑，或者使用複方新諾明治療。
副球黴菌病為一種被忽視熱帶病，流行於中南美洲的鄉村地區，有研究估計有多達75%的疫區人口（1000萬人）為無症狀感染者，約2%的人出現症狀，多數感染者為男性農民，抽菸、喝酒與免疫缺乏者的感染風險更高。有80%的病例來自巴西，該國每年有約200人因副球黴菌病感染而死亡，其餘病例則多來自哥倫比亞、委內瑞拉與阿根廷。美國、歐洲與日本也曾有病例出現，皆為自疫區旅遊歸來者。